# Teplý potok (dopływ Revúcy)
Teplý potok – potok będący lewym dopływem rzeki Revúca na Słowacji. Wypływa na wysokości około 1340 m na południowo-wschodnich stokach grzbietu łączącego szczyty Rakytov (1463 m) i Tanečnica (1462 m). Spływa w kierunku południowo-wschodnim dnem doliny o nazwie Teplá dolina i na wysokości około 640 m uchodzi do Revúcy.
Na potoku znajdują się wodospady. Największy z nich to Dolný vodopád Teplého potoka. Wodospad ten wraz z otoczeniem objęty jest ochroną jako rezerwat przyrody Prielom Teplého potoka. Na mapie internetowej wodospad opisany jest jako Vodopád na Teplom potoku.
Wzdłuż potoku prowadzi znakowany szlak turystyczny.

## Szlaki turystyczne
Teplé – Teplá dolina – Severné Rakytovské sedlo. Czas przejścia: 2:45 h (z powrotem 2:15 h)

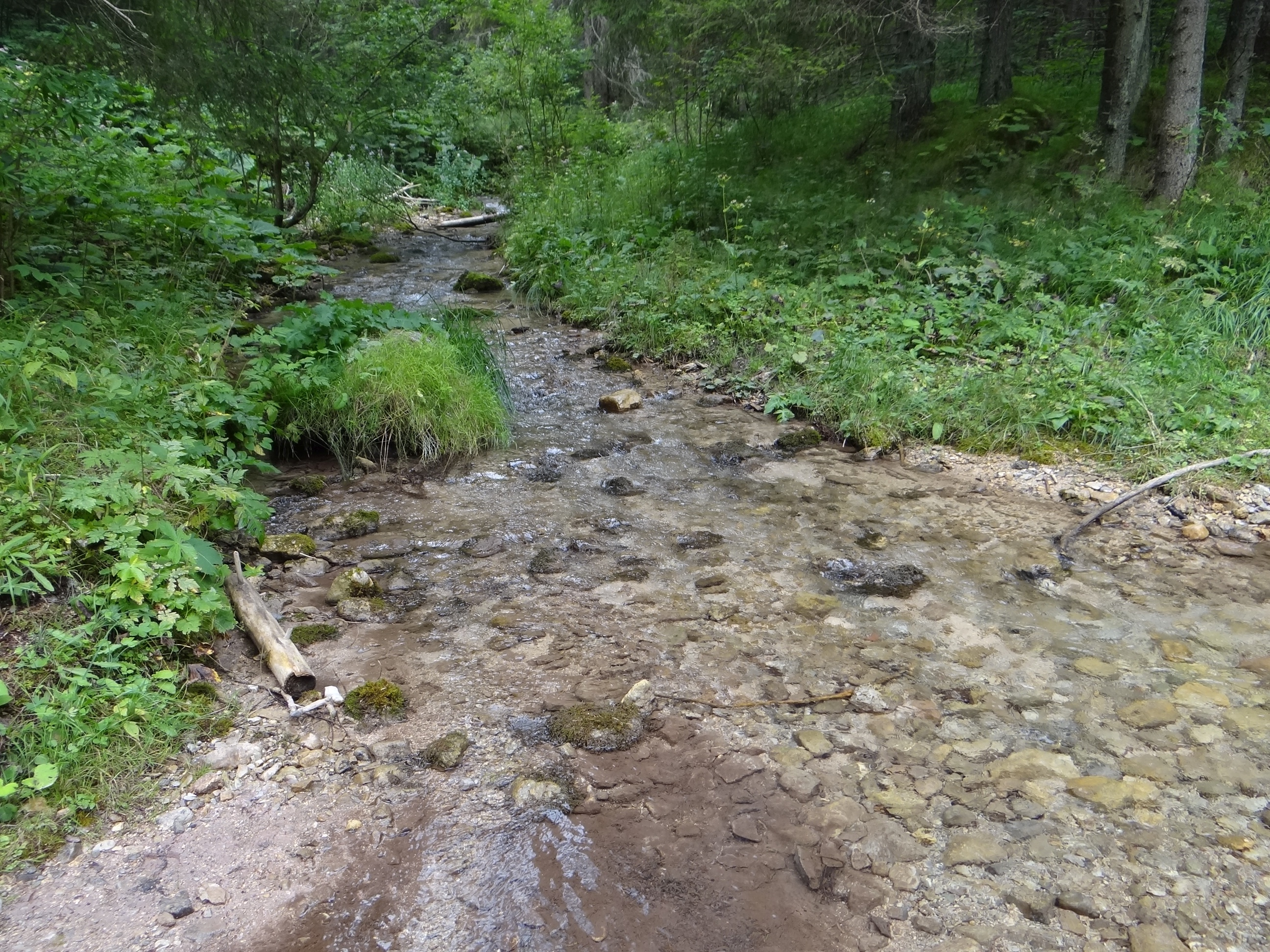
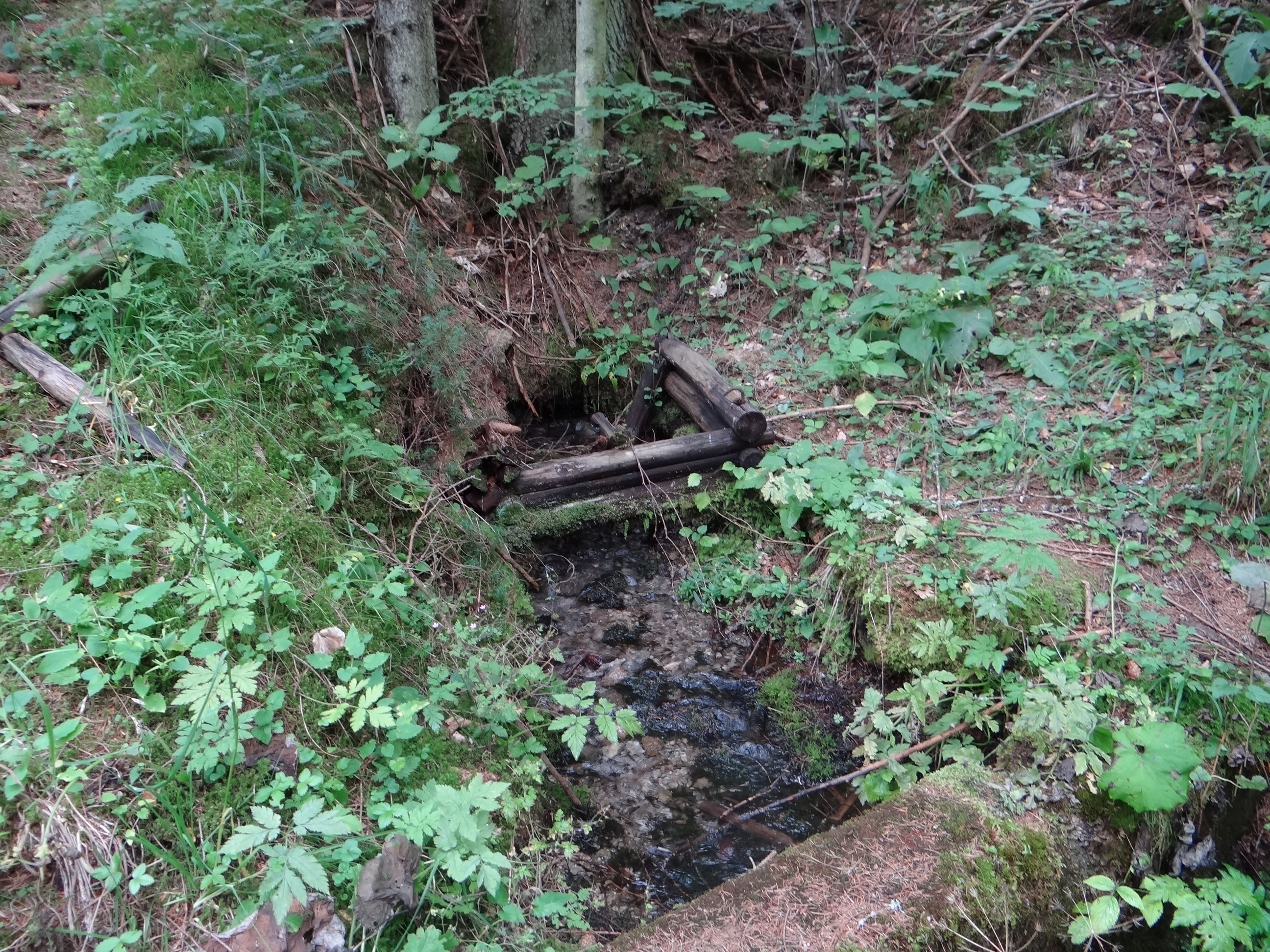
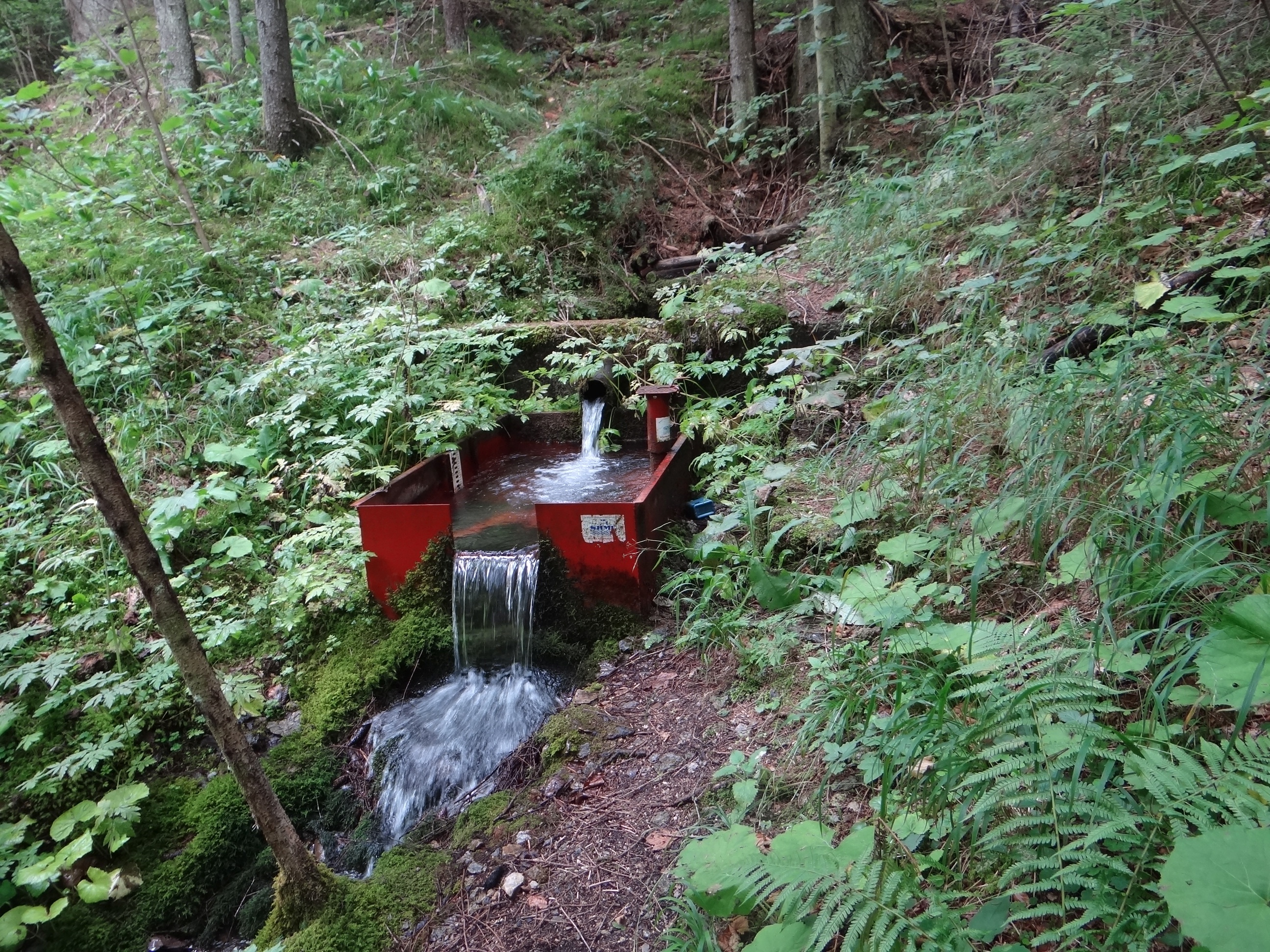
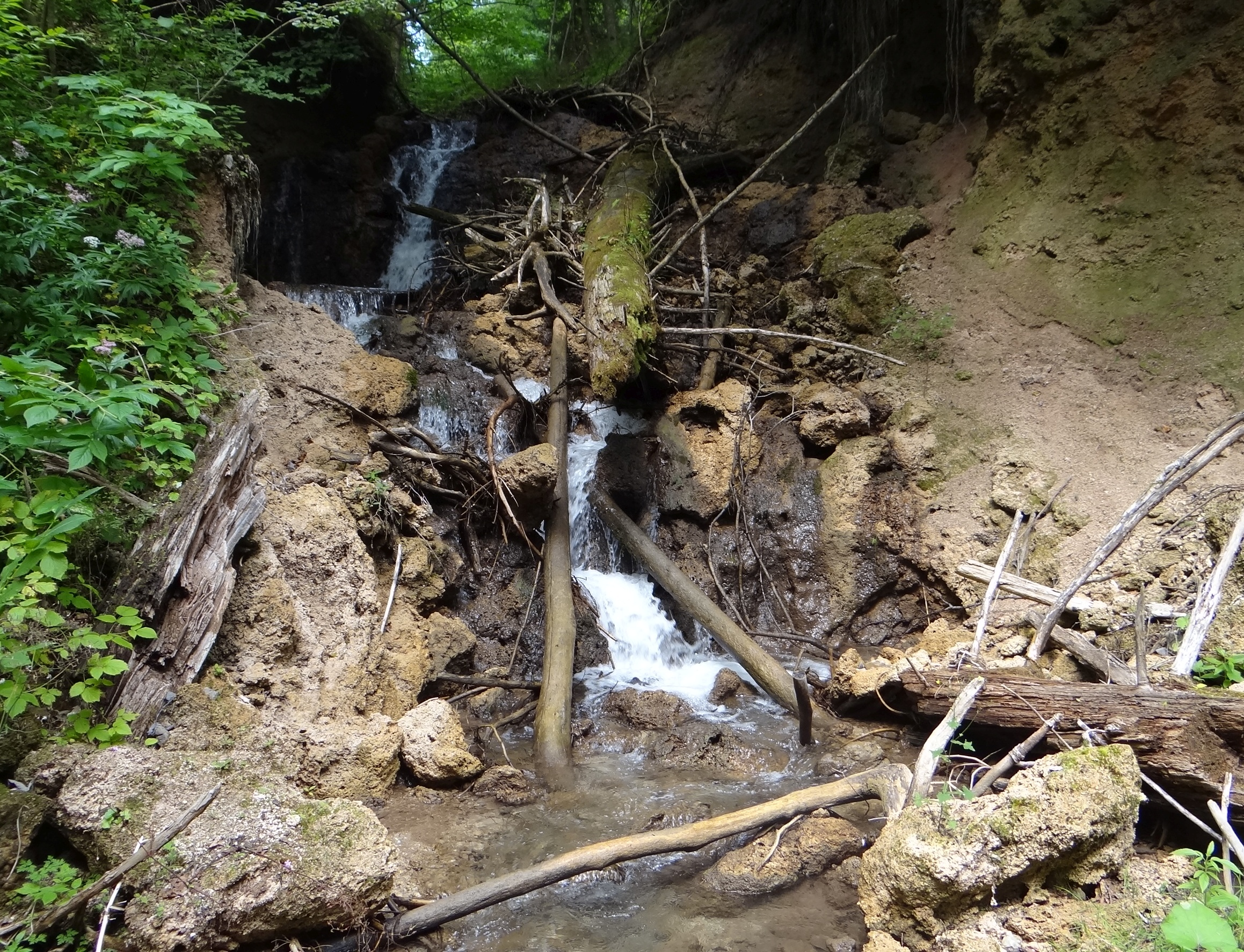